# Sleepaway Camp III: Teenage Wasteland
Sleepaway Camp 3: Teenage Wasteland (también conocida como Nightmare Vacation 3) es una película slasher de 1989 y la segunda secuela de Sleepaway Camp escrita por Fritz Gordon,  dirigida por Michael A. Simpson, y protagonizada por Pamela Springsteen, Tracy Griffith, Michael J. Pollard, Mark Oliver y Haynes Brooke.

## Argumento
La película empieza con Maria (Kashina Kessler) en dirección a un campamento. Sin embargo, ella es perseguida en un callejón por un gran camión, conducido por la asesino en serie Angela Baker (Pamela Springsteen), antes de ser atropellada. Angela coloca el cuerpo en un compactador de basura, antes de suplantar a María y subir al autobús en dirección al campamento New Horizont, que fue una vez el Campamento Rolling Hills, donde Angela masacró a campistas el año anterior. Allí, el reportero de noticias Tawny Richards (Randi Layne) entrevista a varios de los campistas que están tomando parte de "un experimento de intercambio", haciendo que personas de diferentes clases sociales vivan juntas. Tawny le pide a Angela conseguirle algo de cocaína  pero Angela le da en su lugar limpiador Ajax, lo que mata a Tawny cuando lo aspira.
Después de que los campistas se han acomodado, los consejeros de campamento Herman (Michael J. Pollard), Lily (Sandra Dorsey) y el oficial Barney Whitmore (Cliff Brand), del cual Angela se da cuenta de que es el padre de una víctima anterior, dividen a los campistas en tres grupos que irán a acampar en los próximos días. Angela es colocada en un grupo con Herman, Snowboy (Kyle Holman), Peter (Jarret Beal) y Jan (Stacie Lambert). Angela va a pescar con Snowboy y Peter, pero pronto se molesta con ellos por reventar petardos y regresa al campamento, encontrando a Herman y Jan teniendo relaciones sexuales. Angela empala a Herman por la boca con un tronco, antes de golpear la cabeza de Jan. Angela oculta los cuerpos. Luego, Snowboy y Peter siguen molestándola a lo largo del día. Por la noche, Angela pone en marcha un petardo en el rostro de Peter, causándole la muerte. Luego golpea a Snowboy con un tronco y lo quema vivo junto con los otros cuerpos.
A la mañana siguiente, Angela viaja al campamento de Lily, donde Bobby (Haynes Brooke), Cindy (Kim Wall), Riff (Daryl Wilcher) y Arab (Jill Terashita) están acampando. Angela le dice a Lily que Herman le dijo que iba a cambiar de lugar con Arab. Mientras Angela acompaña a Arab al otro campamento la decapita con un hacha. Cuando Angela regresa al campamento, una discusión estalla entre Cindy y Riff, antes de que Lily establece entre los campistas un ejercicio de creación de confianza. Con los ojos vendados, Cindy no se da cuenta de que Angela la ata al asta de la bandera. Angela eleva a Cindy al aire, antes de dejarla caer desde una altura elevada, matándola. Angela cubre su muerte diciéndole a Lily que ella ha regresado al campamento principal. En otro juego, Angela está atada a Bobby, pero mientras están pescando el intenta besarla, lo que molesta a Ángela, quien le dice que se reunirá más tarde con él en el campamento principal. Volviendo al campamento, Angela convence a Lily de ir a ver a Cindy con ella. Sin embargo, Angela entierra a Lily, hasta el cuello en un agujero de la basura, antes de pasar por su cabeza con una cortadora de césped. Angela espera a Bobby, lo ata a un árbol y precede a rasgar sus brazos con un jeep. Angela entonces asesina a Riff clavándole clavos de carpas.
A la mañana siguiente, Angela viaja al campamento restante, donde Barney, Marcia (Tracy Griffit ), Tony (Mark Oliver), Anita (Sonya Maddox) y Greg (Chung Yen Tsay) están acampando. Angela le dice a Barney que va a cambiar con Marcia, pero ella se opone. Como Barney acompaña a Angela y Marcia a otro campamento, Angela se ve obligada a fingir una lesión en la pierna. Barney atiende a Angela en el campamento principal, pero Marcia descubre el cuerpo de Lily, y huye, mientras que Barney descubre la identidad de Angela, pero ella le dispara. Angela atrapa a Marcia en el jeep, y la captura. Angela regresa con Tony, Anita y Greg esa noche y los ata, diciéndoles que están jugando un juego de confianza. Sin embargo, Angela les muestra el cuerpo de Barney, y los obliga a encontrar a Marcia en una de las cabañas. Sin embargo, Angela ha creado una trampa que mata a Greg y Anita. Angela decide dejar a Marcia y Tony vivos. Sin embargo, mientras están saliendo, Angela es atacada por Marcia, quien la apuñala numerosas veces.
Después que Marcia y Tony llaman a la policía, Tony está disgustado al descubrir que Marcia ya tiene novio. Mientras tanto, Angela está siendo llevada al hospital en una ambulancia, donde los paramédicos planean matarla, pero Angela en vez los apuñala hasta matarlos con una jeringa. Cuando el conductor de la ambulancia le pregunta qué está pasando, Angela débilmente responde: "Solo cuidando los negocios."

## Reparto
- Pamela Springsteen como Angela Baker.
- Michael J. Pollard como Herman Miranda.
- Sandra Dorsey como Lily Miranda.
- Tracy Griffith como Marcia Holland.
- Mark Oliver como Tony DeRaro.
- Haynes Brooke como Bobby Stark.
- Daryl Wilcher como Riff.
- Kim Wall como Cindy Hammersmith.
- Kyle Holman como Snowboy.
- Cliff Brand como Agente Barney Whitmore.
- Kashina Kessler como María Nacastro.
- Randi Layne como Tawny Richards.
- Chung Yen Tsay como Greg Nakyshima.
- Jarret Beal como Peter Doyle.
- Sonya Maddox como Anita Bircham
- Jill Terashita como Arab
- Stacie Lambert como Jan Hernández.

### Producción
Varias secuencias de violencia tuvieron que ser recortadas para que la MPAA pueda dar a la película una calificación R. Anchor Bay Entertainment incluyó algunas de estas suprimidas secuencias en su lanzamiento en DVD de 2002.

## Lanzamientos
La película fue lanzada en VHS en el Estados Unidos por Nelson Entretenimiento en diciembre de 1989.
La película fue lanzada dos veces en DVD en el Reino Unido por Anchor Bay Entertainment . El primer lanzamiento fue en 2002 con una única edición en DVD, así como en el Kit de Supervivencia de Sleepaway Camp.  Ambas versiones están actualmente fuera de circulación .
Anchor Bay Entertainment también lanzó el título en DVD en el Reino Unido el 31 de mayo de 2004.

## Recepción de la crítica
Allmovie le dio una crítica negativa, escribiendo " Sleepaway Camp 3: Teenage Wasteland es más barato, más tonto y más profundamente sin sentido, a años luz de la imaginación de la primera película y un insulto a los aficionados de Sleepaway Camp.